# Rhoptromeris nigriventris
Rhoptromeris nigriventris is een vliesvleugelig insect uit de familie van de Figitidae. De wetenschappelijke naam van de soort is voor het eerst geldig gepubliceerd in 1978 door Nordlander.